# Постнов, Алексей Алексеевич
Алексе́й Алексе́евич Постно́в (15 марта 1915 — 4 января 2013) — советский военный деятель. Участник Польского похода РККА, Советско-финской и Великой Отечественной войн. Герой Советского Союза (1943). Генерал-майор авиации.

## Биография

### Довоенный период
Алексей Алексеевич Постнов родился 15 марта 1915 года в уездном городе Епифань Тульской губернии Российской империи (ныне посёлок городского типа Кимовского района Тульской области) в семье рабочего Алексея Ивановича и домохозяйки Елены Дмитриевны Постновых. Русский. Отца Алексей Алексеевич никогда не видел. Рядовой лейб-гвардии Финляндского полка А. И. Постнов погиб летом 1915 года бою под Ломжей во время Первой мировой войны. В 1923 году Елена Дмитриевна с сыном переехала в Москву. Она устроилась на фабрику «Красный Октябрь», а Алексей Алексеевич пошёл учиться. В 1931 году он окончил семь классов общеобразовательной школы, а в 1932 году — школу фабрично-заводского ученичества. С мая 1932 года работал на заводе «Серп и Молот» электромонтёром и рабочим на разливке стали. Во второй половине 30-х годов по комсомольской путёвке А. А. Постнов в числе 20 рабочих завода был командирован в Запорожье. Работал такелажником на строительстве Днепровской ГЭС, затем участвовал в возведении корпуса сталелитейного цеха завода «Запорожсталь». По возвращении на завод «Серп и Молот» Алексей Алексеевич продолжил трудовую деятельность электрокрановщиком на разливке стали в мартеновском цехе.
Работу на заводе А. А. Постнов совмещал с занятиями в аэроклубе Мосавиахима в Щёлково. После окончания курса обучения на самолёте У-2 Алексей Алексеевич окончательно решил связать свою жизнь с авиацией. В январе 1938 года он поступил во 2-ю военную авиационную школу лётчиков Красного Воздушного флота в Борисоглебске. По её окончании в октябре 1938 года младший лётчик А. А. Постнов получил назначение в 4-й истребительный авиационный полк Белорусского особого военного округа, который базировался в Бобруйске. Летал на самолётах И-16, И-15 бис и И-153 «Чайка». Осенью 1939 года в составе своего полка А. А. Постнов участвовал в освободительном походе в Западную Белоруссию. С началом Советско-финской войны 4-й истребительный авиационный полк был переброшен в Петрозаводск и включён в состав ВВС 8-й армии. В сражениях Зимней войны Алексей Алексеевич участвовал с 5 января по 12 марта 1940 года. Совершил 96 боевых вылетов, большинство из которых на разведку местности и войск противника и снабжение окружённых частей РККА. Был награждён медалью «За отвагу». После окончания войны с Финляндией 4-й истребительный авиационный полк был переброшен в Одесский военный округ. Перед началом Великой Отечественной войны эскадрильи полка дислоцировались на аэродромах Кишинёва и Григориополя.

### Великая Отечественная война
В боях с немецко-фашистскими захватчиками и их румынскими союзниками лейтенант А. А. Постнов с 22 июня 1941 года. С первого дня войны 4-й истребительный авиационный полк, действуя на Южном фронте в составе 20-й смешанной авиационной дивизии ВВС 9-й армии, осуществлял перехват немецких бомбардировщиков, производил штурмовки колонн наступающего противника, прикрывал свои наземные войска от налётов вражеской авиации. За период с июня по сентябрь 1941 года Алексей Алексеевич на истребителе И-16 произвёл 75 боевых вылетов. Полёты осуществлялись в условиях тотального превосходства немецкой авиации в воздухе, поэтому успехи лётчиков полка были нечастыми. Так, в июле 1941 года звено И-16, в составе которого был и А. А. Постнов, вылетело на штурмовку вражеской переправы через Днестр в районе Ямполя. Истребители вышли на цель в тот момент, когда на переправе находилась колонна солдат неприятеля. Снизившись до бреющего полёта, советские лётчики атаковали противника. Большинство вражеских солдат было уничтожено или утонуло в реке. В августе 1941 года во время боевого вылета лётчики звена Постнова в одном из оврагов обнаружили скопление вражеской конницы силой до двух эскадронов. В результате штурмовки звеном было уничтожено до 50 немецких кавалеристов. Остальные в панике разбежались, бросив тактически выгодные позиции. Этим воспользовались советские наземные части. Перейдя в контратаку, они продвинулись на несколько километров и освободили три населённых пункта.
В сентябре 1941 года понёсший большие потери 4-й истребительный авиационный полк был выведен в тыл на переформирование, но группа его наиболее опытных лётчиков, в том числе и лейтенант А. А. Постнов, была переведена в 88-й истребительный авиационный полк, который прибыл с Юго-Западного фронта и был включён в состав 20-й смешанной авиационной дивизии ВВС 9-й армии. Алексей Алексеевич был распределён в 1-ю эскадрилью полка на должность командира звена. В сентябре-октябре 1941 года лейтенант Постнов участвовал в оборонительных боях за Запорожье, Мелитополь и Ростов-на-Дону. Во время Ростовской операции, проведённой войсками Южного и Юго-Западного фронтов в ноябре — начале декабря 1941 года, несмотря на нелётную погоду он произвёл 11 успешных боевых вылетов на штурмовку войск противника, в ходе которых уничтожил 12 автомашин и до 100 солдат и офицеров вермахта. Во время одного из полётов И-16 лейтенанта Постнова был изрешечён огнём зенитной артиллерии противника. Алексей Алексеевич был ранен, но сумел привести неисправный самолёт на свой аэродром в Шахтах и посадил его уже в полуобморочном состоянии. Несколько дней он провёл в лазарете, но как только смог подняться на ноги — вернулся в часть. В конце декабря 1941 года А. А. Постнову было присвоено звание старшего лейтенанта.
В январе 1942 года А. А. Постнов участвовал в Барвенково-Лозовской операции. Стояли сильные морозы, но лётчики полка в период наступления совершали по несколько вылетов в сутки. День Красной Армии и Флота лётчики полка отметили участием в военно-политической акции. 23 февраля 1942 года они сбросили на позиции врага 30 тысяч единиц агитационных материалов. В марте 1942 года Алексей Алексеевич участвовал в оборонительных боях в Донбассе и Приазовье. Весной 1942 года ВВС Южного фронта были кардинально перестроены. 88-й истребительный авиационный полк был выведен из состава 20-й смешанной авиационной дивизии и передан в непосредственное подчинение командующего ВВС 56-й армии. Однако уже в первой половине мая он был включён в состав 216-й истребительной авиационной дивизии, которая в свою очередь 22 мая была передана только что созданной 4-й воздушной армии. В мае 1942 года полк участвовал в наступлении Красной Армии, осуществляемом в рамках Харьковской операции, затем отражал контрудары армейской группы «Клейст» в районе Славянска и Краматорска. Всего за период с января по июль 1942 года старший лейтенант А. А. Постнов совершил 259 боевых вылетов, в ходе которых уничтожил 45 автомашин, 2 артиллерийских орудия, 190 зенитных точек, 1 танк и штабной автобус. Потери противника в живой силе составили до 250 человек убитыми и ранеными.
После тяжёлого поражения войск Юго-Западного фронта под Харьковом Южный фронт был расформирован, а его войска, в том числе и 4-я воздушная армия, были переданы Северо-Кавказскому фронту. С 12 августа 1942 года старший лейтенант А. А. Постнов участвовал в Битве за Кавказ. За первых тринадцать дней на Кавказе он произвёл 30 боевых вылетов на штурмовку мотомеханизированных частей вермахта, рвущихся к Тереку. К этому периоду войны относятся и первые победы старшего лейтенанта Постнова над немецкими истребителями. Несмотря на то, что истребитель И-16 устарел ещё до начала Великой Отечественной войны, в руках опытного лётчика он по прежнему оставался грозным оружием. 19 августа 1942 года в групповом воздушном бою в районе Эльхотово Алексей Алексеевич сбил сразу два немецких Ме-109. 23 августа 1942 год в районе Моздока он в составе группы уничтожил ещё два «Мессершмитта», а 25 августа лично сбил истребитель противника. В октябре 1942 года А. А. Постнов был назначен заместителем командира эскадрильи и одновременно штурманом эскадрильи. 11 ноября 1942 года после стабилизации обстановки на фронте 88-й истребительный авиационный полк был выведен на переформирование и перевооружение. А. А. Постнов, в марте 1943 года ставший командиром эскадрильи, одним из первых в полку освоил истребитель ЛаГГ-3, после чего обучал своих подчинённых боевой работе на новой материальной части.
14 мая 1943 полк вернулся в состав 4-й воздушной армии и был подчинён 229-й истребительной авиационной дивизии. 26 мая 1943 года лётчики полка включились в в воздушные сражения в небе над Кубанью, только в первый день произведя 56 боевых вылетов. В этот день шесть истребителей ЛаГГ-3 под командованием старшего лейтенанта Постнова в районе села Киевское обнаружили группу из 24 самолётов противника (8 Ю-88, 8 Ме-109Ф, 2 Ме-110 и 6 ФВ-190). Смело вступив в бой, группа Постнова одержали победу, сбив один Ме-109Ф и заставив остальные бежать с поля боя. 27 мая 1943 года в том же районе шесть ЛаГГ-3 под командованием Постнова в течение 30 минут вели бой с группой самолётов противника, состоявшей из 6 ФВ-190 и 8 Ме-110. Сбив 1 «Фокке Вульф» и 1 «Мессершмитт», советские лётчики обратили остальных в бегство. 3 июня 1943 года А. А. Постнов, вылетев на перехват немецкого самолёта-разведчика, сумел в условиях сильной облачности обнаружить и сбить немецкий Ю-88 в районе станицы Старонижестеблиевская. На следующий день севернее станицы Курчанская он вновь одержал личную победу, взяв верх над немецким самолётом-разведчиком ФВ-189. Всего к середине июня 1943 года старший лейтенант А. А. Постнов совершил 457 боевых вылетов (429 на И-16 и 28 на ЛаГГ-3), провёл 136 воздушных боёв, в которых сбил 7 самолётов противника лично и 3 в группе, произвёл 173 штурмовки наземных войск противника, уничтожив 80 автомашин с пехотой и грузами, 1 танк, 9 зенитных точек, 2 артиллерийских орудия и до 500 вражеских солдат и офицеров. 18 августа 1943 года в День Воздушного Флота СССР Постнов Алексей Алексеевич был произведён в капитаны, а 24 августа 1943 года указом Президиума Верховного Совета СССР ему было присвоено звание Героя Советского Союза.
В начале сентября 1943 года 88-й истребительный авиационный полк на время проведения Новороссийско-Таманской операции был временно подчинён командующему ВВС Черноморского флота. В ходе операции полк обеспечивал прикрытие штурмовиков 11-й штурмовой авиационной дивизии Черноморского флота и вёл воздушную разведку в интересах разведотдела флота. Капитан А. А. Постнов был назначен командиром группы прикрытия штурмовиков, которые осуществляли поддержку десанта в Мысхако и непосредственно участвовали в освобождении Новороссийска. За отличие в боях за Новороссийск Алексею Алексеевичу была объявлена благодарность от имени Верховного Главнокомандующего. В октябре 1943 года с Постновым произошёл неприятный случай, едва не стоивший ему жизни, а впоследствии — карьеры лётчика. Уже после войны Алексей Алексеевич вспоминал об этом инциденте:

…жизнь мне спасла… полковая собака, дворняжка Дутька… На северной границе аэродрома мы вели воздушный бой, в котором я был сбит. И вместе с самолётом упал на границе своего аэродрома. Самолёт взорвался, загорелся, а меня от этого удара выбросило с кабиной в кусты в крапиву, метрах в 10 — 15 от самолёта. Когда самолёт загорелся, к нему подбежали наши лётчики и техники, ещё надеялись меня спасти, да куда там — огонь из самолёта так и ревел. Когда все побежали к самолёту, Дутька побежала туда же, но не к самолёту, а к тем кустам, куда меня выбросило. Нашла меня там и подняла такой лай, что решили поинтересоваться — чего она орёт… А я там без памяти, весь разбитый, чуть живой. Меня — на носилки, в самолёт — и в Москву в Сокольники, в госпиталь. Меня там привели в сознание, подлечили и написали: «Летать не годен, только к штабной работе». Я эту бумажку убрал — и снова на фронт…— Всю войну в небе. Вспоминает А. А. Постнов.
Капитан А. А. Постнов вернулся в свой полк в январе 1944 года. 4-я воздушная армия в это время в составе Отдельной Приморской армии вела бои за освобождение Крыма. В январе — марте 1944 года Алексей Алексеевич участвовал в боях за удержание плацдарма на Керченском полуострове, захваченного наземными частями Отдельной Приморской армии в ходе Керченско-Эльтигенской десантной операции, а в апреле — мае 1944 года его эскадрилья поддерживала наступление наземных частей в ходе Крымской операции. За отличие в боях за освобождение Крыма приказом НКО СССР № 55 от 14 апреля 1944 года 88-й истребительный авиационный полк был преобразован в 159-й гвардейский. С 18 апреля по 9 мая 1944 года А. А. Постнов участвовал в боях за Севастополь. В период боёв за город 229-я истребительная авиационная дивизия, в которую входил 159-й гвардейский истребительный авиационный полк, временно была передана в состав 8-й воздушной армии 4-го Украинского фронта. После освобождения города 13 мая 1944 года она убыла на 2-й Белорусский фронт, где вернулась в 4-ю воздушную армию. В Белоруссию лётчики 159-го гвардейского истребительного авиационного полка прибыли уже на новых истребителях Ла-5. Летом 1944 года гвардии капитан А. А. Постнов принимал участие в операции «Багратион» (Могилёвская, Минская, Белостокская и Осовецкая операции), освобождал Могилёв, Волковыск, Белосток и Осовец. В августе 1944 года во время разведывательного полёта в районе Ломжи самолёт Постнова был подбит. Алексей Алексеевич был ранен, но сумел довести самолёт до своей территории, где смог воспользоваться парашютом. До середины ноября 1944 года он находился в госпитале, после чего вернулся в полк. В декабре 1944 года он получил звание майора и был назначен на должность заместителя командира 159-го гвардейского истребительного полка.
В январе 1945 года погодные условия не позволяли авиации вести активные боевые действия. В рамках проводимой в это время Восточно-Прусской операции наиболее опытные лётчики 159-го гвардейского истребительного авиационного полка, в том числе и гвардии майор А. А. Постнов, совершали главным образом разведывательные полёты. К активным действиям подразделения 4-й воздушной армии приступили в ходе Восточно-Померанской операции. А. А. Постнов неоднократно водил группы истребителей на сопровождение штурмовиков и бомбардировщиков и прикрытие наземных частей от налётов авиации противника, участвовал в штурме Грауденца и Данцига. В ходе Берлинской операции лётчики полка обеспечивали форсирование 65-й армией реки Одер и её наступление на Штеттин. День Победы Алексей Алексеевич встретил на аэродроме Пазевальк в 115 километрах от Берлина. Всего за годы войны он совершил 700 боевых вылетов с общим боевым налётом 650 часов 45 минут, в воздушных боях сбил 9 самолётов противника лично и ещё 4 в группе. 24 июня 1945 года в составе сводной колонны 2-го Белорусского фронта Герой Советского Союза гвардии майор А. А. Постнов участвовал в параде Победы на Красной площади в Москве.

### Послевоенный период
После окончания Великой Отечественной войны А. А. Постнов продолжил службу в военно-воздушных силах СССР. Командовал 415-м истребительным авиационным полком ПВО, который дислоцировался на авиабазе Туношна в Ярославле, затем служил в городе Клин, где командовал 5-й гвардейской истребительной авиационной дивизией. В 1957 году А. А. Постнов окончил Высшую военную академию имени К. Е. Ворошилова. Получив звание генерал-майора, командовал истребительными авиационными корпусами ПВО. С 1959 года генерал-майор А. А. Постнов в запасе. Жил в Москве в районе Крылатское. Умер 4 января 2013 года. Похоронен на Троекуровском кладбище.

## Награды
- Медаль «Золотая Звезда» (24.08.1943);
- орден Ленина (24.08.1943);
- четыре ордена Красного Знамени (23.02.1942; 09.09.1942; 09.09.1942; 1958?);
- три ордена Отечественной войны I степени (28.041944: 22.02.1945; 11.03.1985);
- два ордена Красной Звезды;
- медали, в том числе:
  - медаль «За отвагу» (19.05.1940);
  - медаль «За оборону Кавказа».

## Документы
- Общедоступный электронный банк документов «Подвиг Народа в Великой Отечественной войне 1941—1945 гг.» Архивировано 13 марта 2012 года.

Представление к званию Героя Советского Союза. Архивировано 5 февраля 2013 года.
Орден Красного Знамени (наградной лист и приказ о награждении от 23.02.1942). Архивировано 5 февраля 2013 года.
Орден Красного Знамени (наградной лист и приказ о награждении от 09.09.1942). Архивировано 5 февраля 2013 года.
Орден Отечественной войны 1-й степени (наградной лист и приказ о награждении от 28.04.1944). Архивировано 5 февраля 2013 года.
Орден Отечественной войны 1-й степени (наградной лист и приказ о награждении от 22.02.1945). Архивировано 5 февраля 2013 года.
Орден Отечественной войны 1-й степени (информация из карточки награждённого к 40-летию Победы). Архивировано 5 февраля 2013 года.